# Парадокс (британський телесеріал)
Парадо́кс (англ. Paradox) — британський науково-фантастичний кримінальний телесеріал 2009 року. Головну роль виконала Тамзін Аутвейт як детектив Ребекка Флінт. Сценарист — Ліззі Мікері, продюсер — Clerkenwell Films для BBC. Проект був знятий він був знятий у Манчестері, Англія.
Флінт очолює поліцейську команду (ролі грають — Марк Боннар і Чіке Оконкво) працюючи з ученим (грає Емун Елліот), які намагаються запобігти катастрофам, що передбачаються образами з майбутнього.
Перші серії вийшли в ефір на BBC One та BBC HD в листопаді та грудні в п'яти часових епізодах. Вони отримали, в цілому, негативні відгуки від критиків і було повідомлено, що другого сезону не буде.